# Seigné
Seigné település Franciaországban, Charente-Maritime megyében. Lakosainak száma 91 fő (2022. január 1.). Seigné Cressé, Fontaine-Chalendray, Le Gicq, Néré és Romazières községekkel határos.

## Népesség
A település népessége az elmúlt években az alábbi módon változott:
| Lakosok száma | 155  | 124  | 117  | 102  | 93   | 82   | 77   | 72   | 78   | 91   |
|               | 1968 | 1982 | 1990 | 2006 | 2013 | 2015 | 2017 | 2019 | 2020 | 2022 |